# Алёшина, Анна Дмитриевна
Анна Дмитриевна Алёшина (1911—1963) — звеньевая семеноводческого колхоза «Свобода» Пучежского района Ивановской области.

## Биография
Родилась 23 декабря 1911 года в деревне Крутцы ныне Пучежского района Ивановской области в крестьянской семье, русская.
В 1930 году вступила в сельхозартель (позднее — колхоз «Свобода») Пучежского района. Сельхозартель имела семеноводческое направление и специализировалось на производстве льна, который был наиболее трудоемкой культурой.
В 1948 году звено Алёшиной собрало почти по тонне волокна с гектара. Выступив инициатором соревнования за увеличение производства льна — до 1 тонны с 1 га — Алёшина добилась наивысшего урожая в области. В 1949 году звено добилось получения высокого урожая льна-долгунца — 7,1 центнера и семян 7,6 центнеров на площади 2 га.
В дальнейшем работала в колхозе, получившим после очередного объединения название «Победа» в течение 20 лет.
В 1949, 1951, 1955, 1959 годах избиралась депутатом Верховный Совет РСФСР.
Жила в деревне Палашино. Скончалась 29 января 1963 года. Похоронена на городском кладбище города Пучеж.

## Память
В 1973 году бюро обкома КПСС, облисполком, президиум облсовпрофа и бюро обкома ВЛКСМ учредили премии имени знатных работников сельского хозяйства области. За высокие урожаи льна присуждалась премия имени А. Д. Алешиной.

## Награды
- Указом Президиума Верховного Совета СССР от 9 июня 1950 года Алешиной Анне Дмитриевне присвоено звание Героя Социалистического Труда с вручением ордена Ленина и золотой медали «Серп и Молот».
- Награждена орденами Ленина (1950), Трудового Красного Знамени (1948), медалями.